# Bombycopsis metallicus
Bombycopsis metallicus is een vlinder uit de familie spinners (Lasiocampidae). De wetenschappelijke naam van deze soort is voor het eerst geldig gepubliceerd in 1898 door Distant.
De soort komt voor in tropisch Afrika.